# Guillaume Le Boux
Guillaume Le Boux, né en Anjou en 1621 et mort le 6 août 1693,  est un évêque français du XVIIe siècle.

## Biographie
Né fils d'un batelier, Le Boux est successivement balayeur de collège, capucin, oratorien, curé, professeur de rhétorique à Riom et prédicateur célèbre. Au temps de la Fronde, il prêche avec beaucoup de zèle à Paris, sur l'autorité due au roi, et obtient en 1658 le diocèse de Dax confirmé le 26 mai et consacré en avril 1660 par Dominique de Vic l'archevêque d'Auch. En 1665 il est désigné comme évêque de Mâcon, mais cette nomination n'a pas de suite. Le Boux est élevé en 1666 au siège de Périgueux. C'est en demandant pour lui cette dernière dignité que ses amis se servirent de ce jeu de mots, que « Boux était né gueux, qu’il avait vécu gueux, et qu’il voulait Périgueux ». Il occupe ce siège pendant 37 ans, employant son revenu à des fondations de charité.